# Liste von Luft-Boden-Raketen

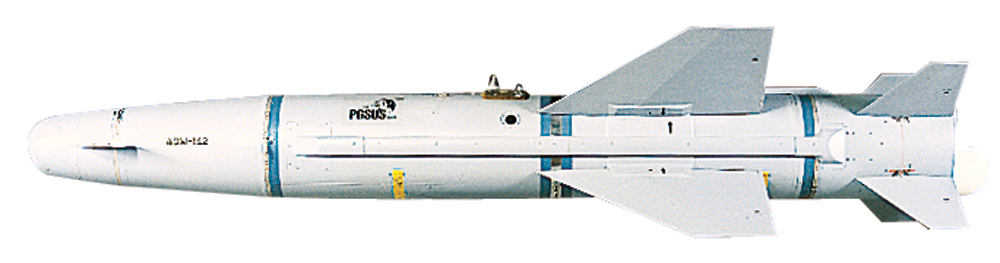
AGM-142 Have Nap (Grafik)

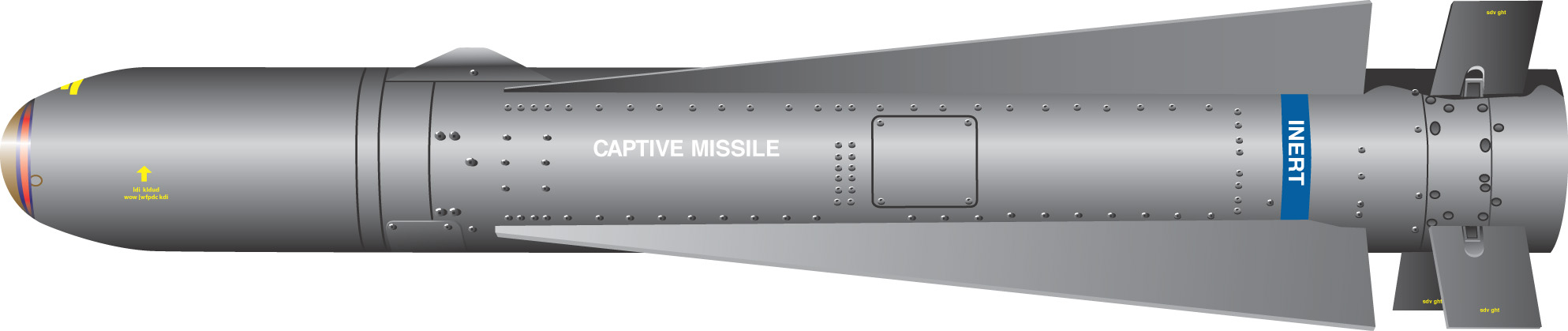
AGM-65 Maverick (Grafik)

## USA
- AGM-12 Bullpup
- AGM-22
- AGM-28 Hound Dog
- AGM-45 Shrike
- AGM-48 Skybolt
- AGM-53 Condor
- AGM-62 Walleye
- AGM-63
- AGM-64 Hornet
- AGM-65 Maverick
- AGM-69 SRAM
- AGM-76 Falcon
- AGM-78 Standard ARM
- AGM-79 Blue Eye
- AGM-80 Viper
- AGM-83 Bulldog
- AGM-84 Harpoon/SLAM
- AGM-86 Cruise Missile
- AGM-87 Focus
- AGM-88 HARM
- AGM-112
- AGM-114 Hellfire
- AGM-119 Penguin
- AGM-122 Sidearm
- AGM-123 Skipper II
- AGM-124 Wasp
- AGM-129 ACM
- AGM-130
- AGM-131 SRAM II
- AGM-136 Tacit Rainbow
- AGM-137 TSSAM
- AGM-142 Have Nap
- AGM-153
- AGM-154 JSOW
- AGM-158 JASSM
- AGM-159
- AGM-169 JCM
- GAM-63 Rascal
- Hydra
- TOW
- GTR-18 Smokey SAM

## Kanada
- CRV7

## Europa
- 8 cm Flz.-Rakete Oerlikon
- AGM-48 Skybolt
- ALARM
- ALAS (Lenkwaffe)
- Apache (Lenkwaffe)
- ARMIGER
- ASMP
- AS.11
- AS.12
- AS.20
- AS.30
- AS.34 Kormoran
- AS.37 Martel
- Avro Blue Steel
- Brimstone
- Forges de Zeebrugge
- Exocet MM39
- Green Cheese missile
- Grom-A
- HOT
- PGM
- Polyphem
- RBS15
- Saab 04E
- Saab 05A
- Sea Skua
- SNEB
- Storm Shadow
- Taurus
- Trigat-LR

## Russland
- KS-1
- KSR-2
- K-10S
- Ch-15
- Ch-20
- Ch-22
- Ch-23
- Ch-26
- Ch-25
- Ch-25P
- Ch-28
- Ch-29
- Ch-31
- Ch-35
- Ch-55
- Ch-58
- Ch-59
- Ch-59M
- Ch-41 Moskit
- Ch-61
- Ch-80

## Israel
- Popeye
- Gabriel

## Indien
- BrahMos

## Vereinigte Arabische Emirate
- Black Shaheen

## Brasilien
- MAR-1

## Südafrika
- Mokopa

## Japan
- ASM-1
- ASM-2
- ASM-3

## Volksrepublik China
- YJ-6
- YJ-16